# Molave
Molave is een gemeente in de Filipijnse provincie Zamboanga del Sur op het eiland Mindanao. Bij de laatste census in 2007 had de gemeente ruim 48 duizend inwoners.

## Geografie

### Bestuurlijke indeling
Molave is onderverdeeld in de volgende 25 barangays:
| - Alicia - Ariosa - Bagong Argao - Bagong Gutlang - Blancia - Bogo Capalaran - Culo - Dalaon - Dipolo - Dontulan - Gonosan - Lower Dimalinao - Lower Dimorok | - Mabuhay - Madasigon - Makuguihon - Maloloy-on - Miligan - Parasan - Rizal - Santo Rosario - Silangit - Simata - Sudlon - Upper Dimorok |

## Demografie
Molave had bij de census van 2007 een inwoneraantal van 48.215 mensen. Dit zijn 3.133 mensen (6,9%) meer dan bij de vorige census van 2000. De gemiddelde jaarlijkse groei komt daarmee uit op 0,93%, hetgeen lager is dan het landelijk jaarlijks gemiddelde over deze periode (2,04%). Vergeleken met de census van 1995 is het aantal mensen met 7.792 (19,3%) toegenomen.

De bevolkingsdichtheid van Molave was ten tijde van de laatste census, met 48.215 inwoners op 251,5 km², 191,7 mensen per km².